# Ernodea littoralis
Ernodea littoralis là một loài thực vật có hoa trong họ Thiến thảo. Loài này được Sw. mô tả khoa học đầu tiên năm 1788.

## Hình ảnh

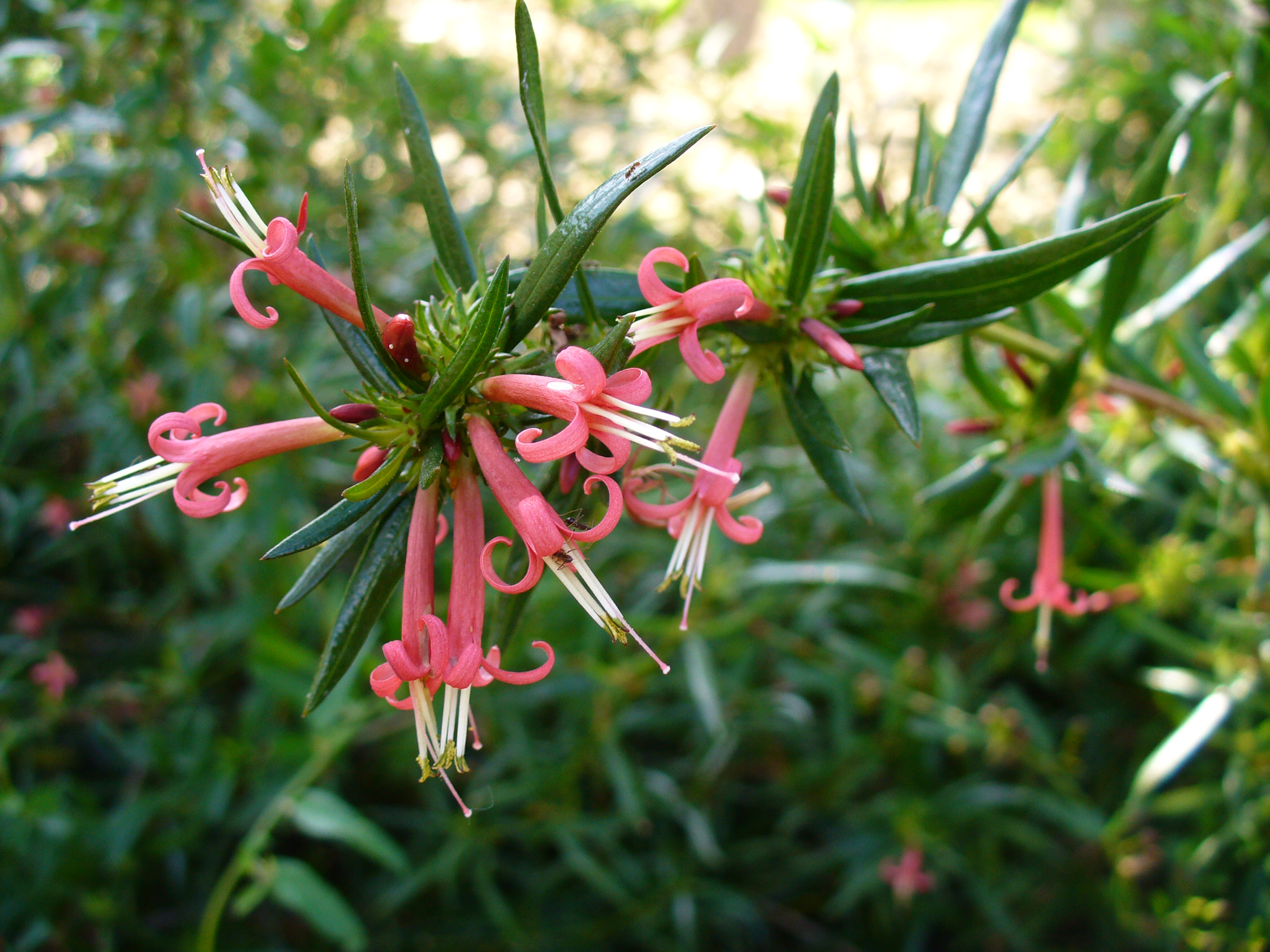